# Какум
Каку́м (англ. Kakum National Park) — национальный парк на юге Ганы. Он занимает площадь 360 км² и представляет собой участок густого тропического леса. Управляющая организация — Департамент дикой природы Ганы.

## История
Ещё в 1931 году часть бассейна реки Какум была объявлена Лесным заповедником. Но вырубка лесов продолжалась здесь до 1982 года, когда Какумом стал управлять Департамент Дикой Природы. Национальным парком территория стала только в 1992 году.

## География
Национальный парк Какум находится в прибрежной зоне на юге Ганы. Административно относится к Центральной области. Занимаемая территория — 360 (по другим данным — 375) км². Расстояние до Кейп-Коста — около 30 км, до Аккры, столицы Ганы — 170 км. В национальном парке берёт начало река Какум, следовательно, он получил название от реки. Притоки реки: Обуо, Какум, Афия, Сукума, Немими, Абоабо и Аджуэсу также протекают через парк. Территория Какума находится на высоте 135—250 метров. Площадь парка получает среднегодовое количество осадков 1380 мм.

## Растительность

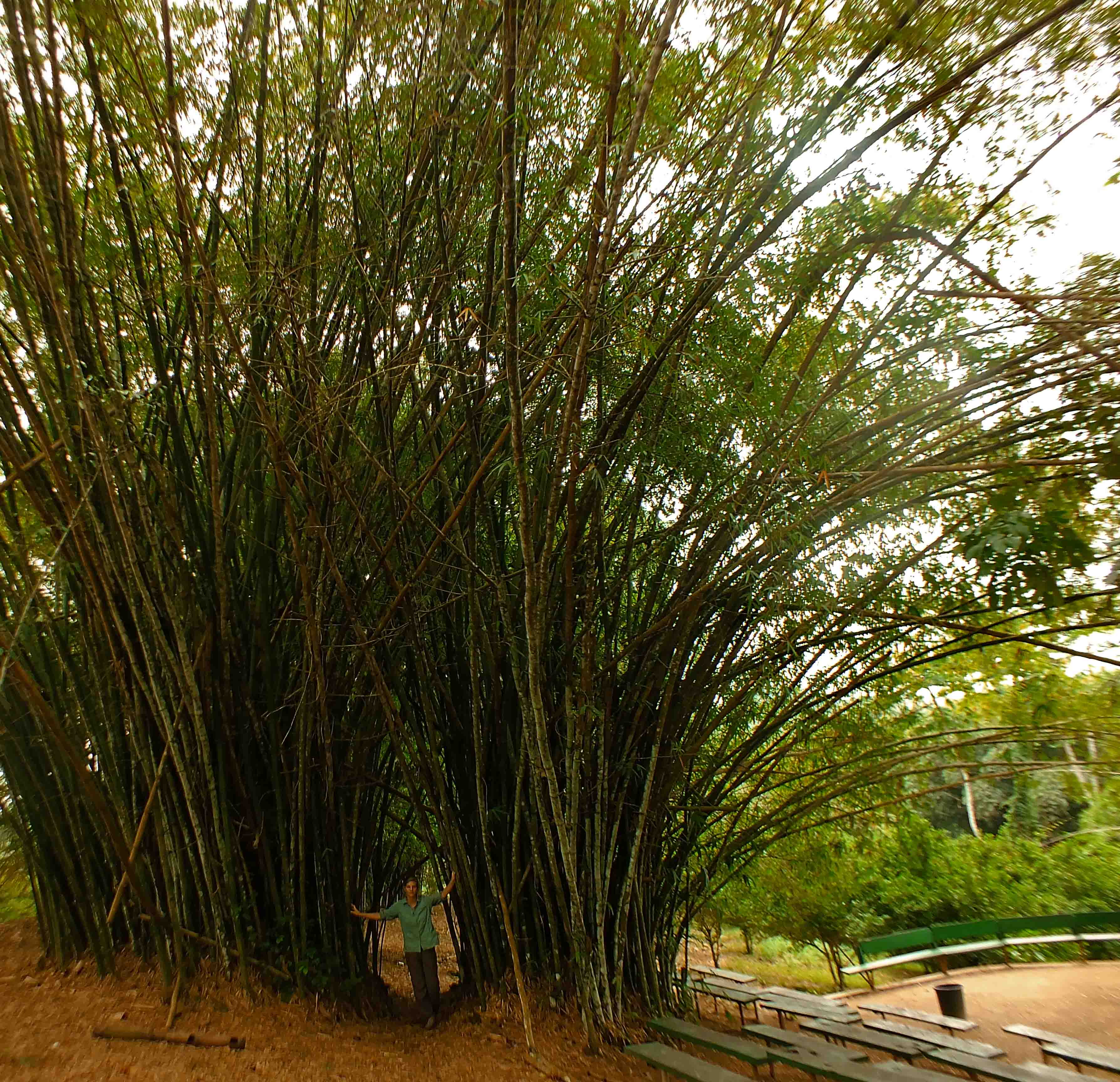
Бамбук в национально парке

Преобладающим типом растительности в Какуме является влажный тропический лес. Также в парке встречаются болотные и речные леса. В 1975—1989 годах часть лесов была вырублена. В настоящее время на вырубленных участках произрастает вторичный лес. Здесь зарегистрировано 109 видов сосудистых растений (из низ 57 — деревья, 10 — кустарники и 9 — лианы).

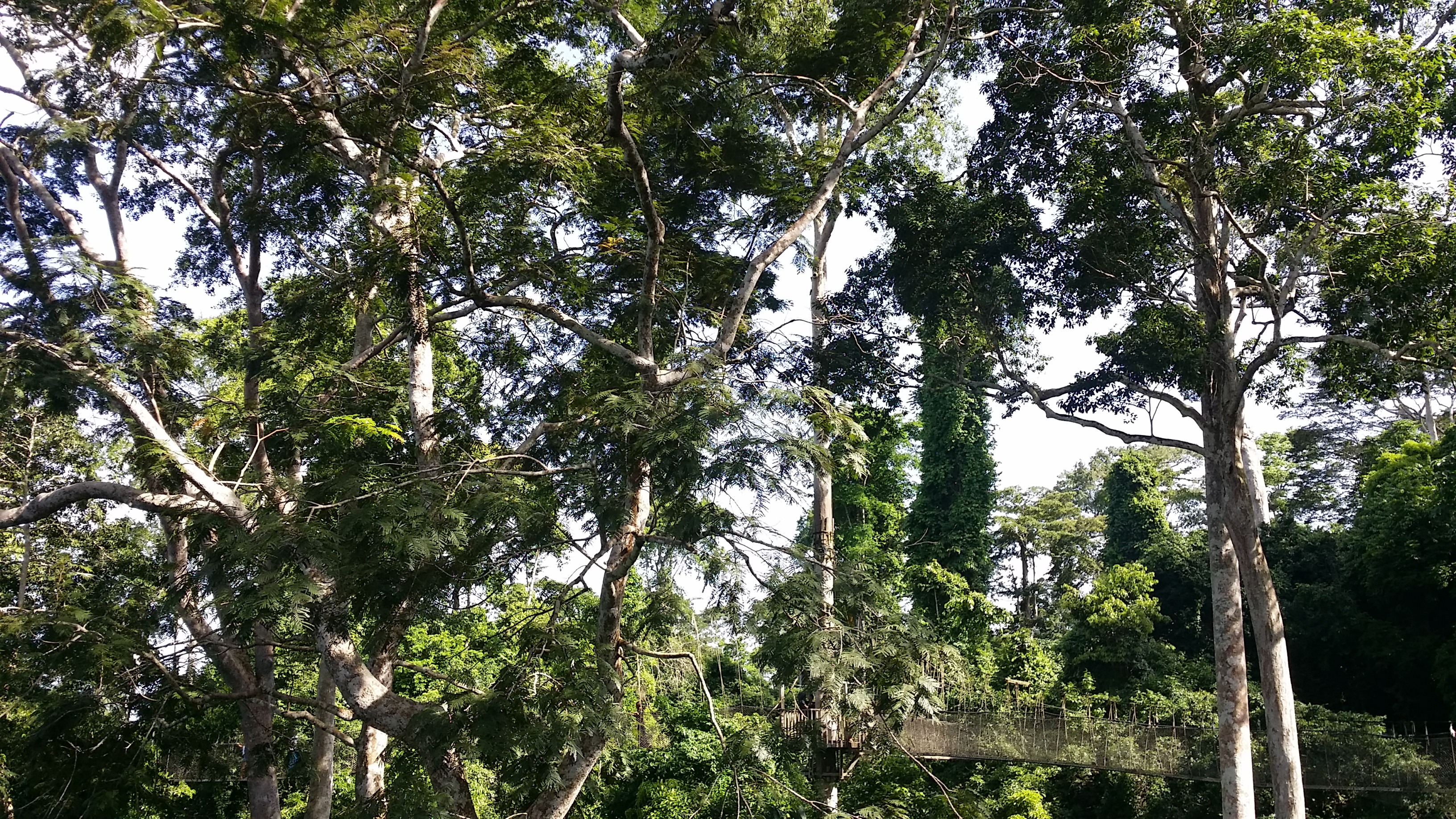
Заросли тропического леса

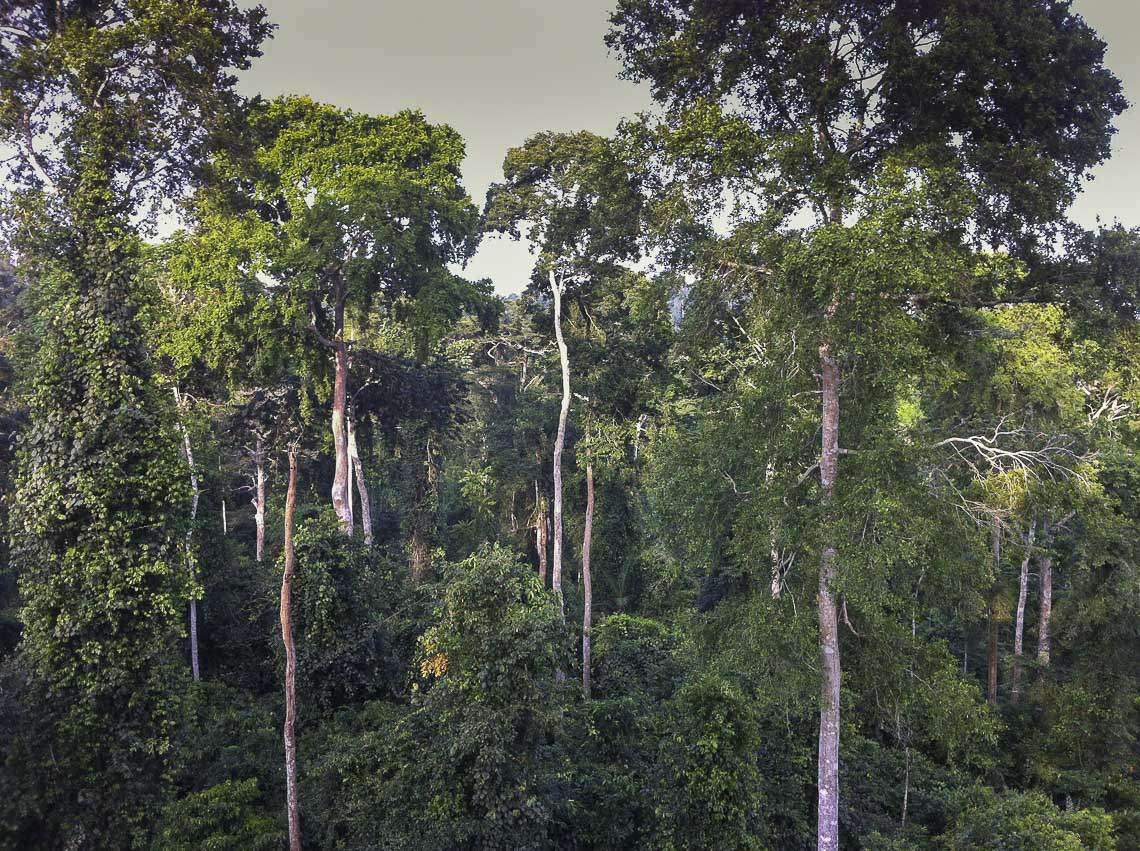
Высота деревьев здесь может достигать 60 м

Растения национального парка
- Entandrophragma cylindricum
- Entandrophragma
- Guarea cedrata
- Guarea thompsonii
- Piptadeniastrum
- Milicia excelsa
- Triplochiton
- Sterculia
- Eribroma oblonga
- Pterygota macrocarpa
- Anigeria robusta
- Terminalia superba
- Strombosia glaucescens
- Cola gigantean
- Mansonia altissima
- Celtis zenkeri
- Ricinodendron heudelotii
- Antiaris toxicaria
- Alstonia boonei
- Cleistopholis patens
- Carapa procera
- Mitragyina stipulosa
- Raphia vinifera
- Scandent
- Calamus deeratus
- Laccosperma secundiflora
- Laccosperma opacum
- Eremospatha macrocarpa
- Glyphae brevis
- Myriathus arboreus
- Paullinia pinnata
- Thaumatococcus daniellii
- Sarcophrynium brachystachys
- Ataenidia conferta
- Sansevieria liberica
- Commelina
- Hildegardia barteri
- Elaeophorbia grandifolia
- Sterculia tragacantha
- Ceiba pathandra
- Albizia furruginea
- Ricinodendron heudelotii

## Животный мир
Фауна парка достаточно разнообразна. Здесь можно встретить таких животных как потто (лат. Perodicticus potto), галаго Демидова (лат. Galago demidoff), лесных слонов (лат. Loxodonta cyclotis), красных буйволов (лат. Syncerus caffer nanus), гигантских ящеров (лат. Manis gigantea), пальмовых цивет (лат. Nandinia binotata) и кошек. Также в Какуме обитают леопарды, антилопы бонго и дукеры, кистеухие свиньи. Среди приматов распространены белоногие колобусы (лат. Colobus vellerosus), зелёные колобусы (лат. Procolobus verus) и cercopithecus roloway. Известно 226 видов птиц, в том числе ржавчатокрылая мышиная тимелия (лат. Illadopsis rufescens), белобрюхая тёмная цесарка (лат. Agelastes meleagrides) и чёрная щурка (лат. Merops gularis). Также зарегистрировано 500 (есть данные о 550) видов бабочек.

Обитатели национального парка
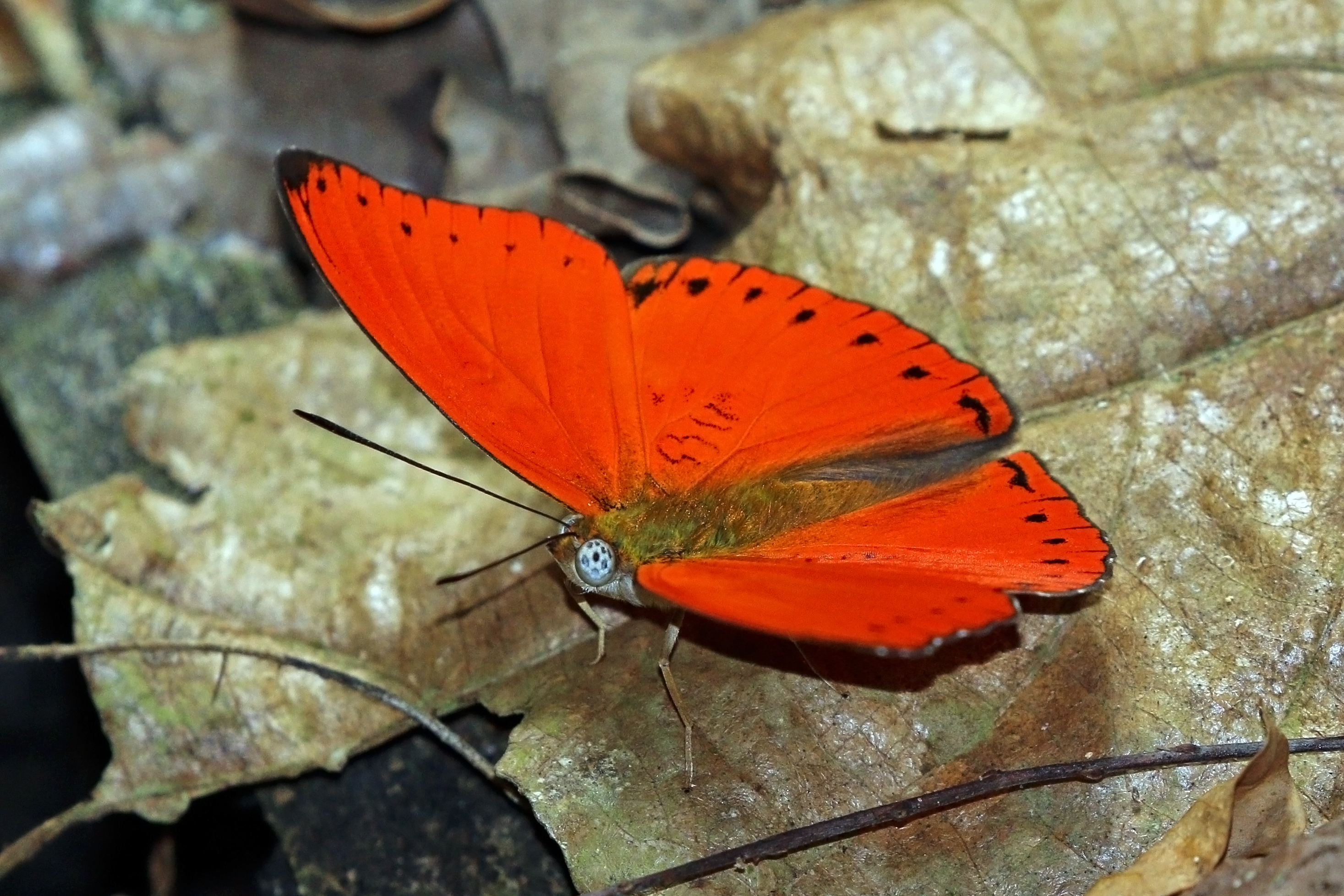
Cymothoe mabillei
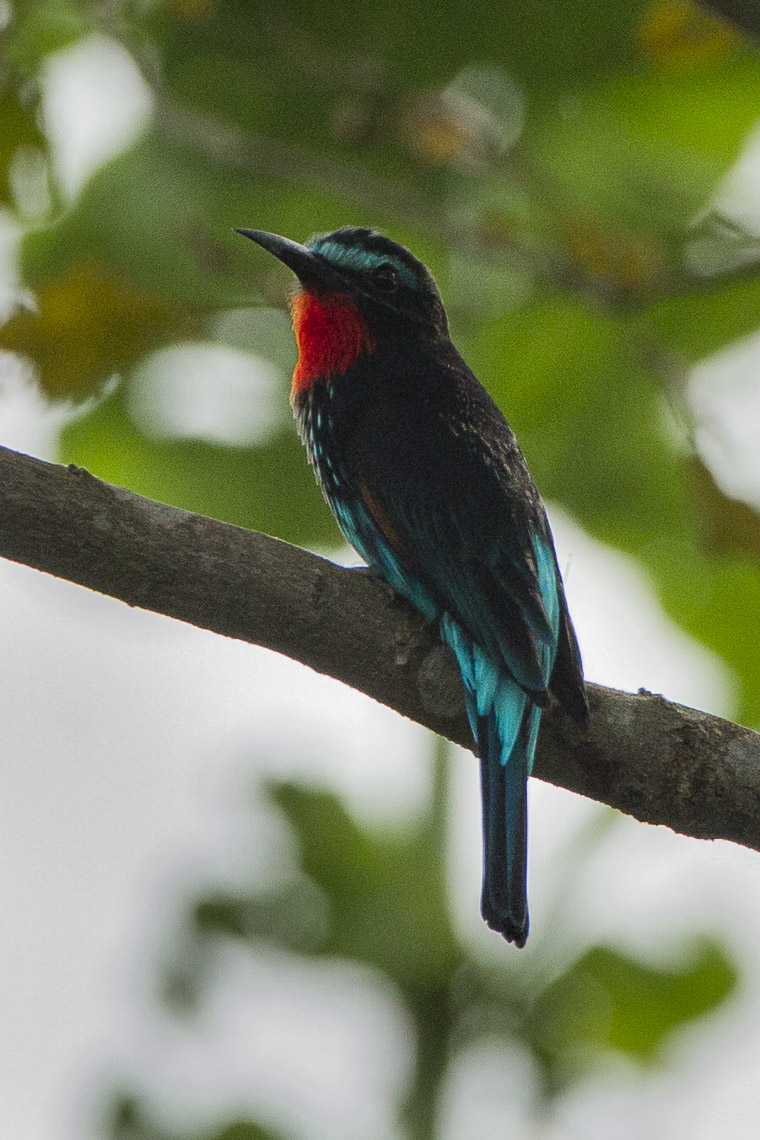
Merops gularis
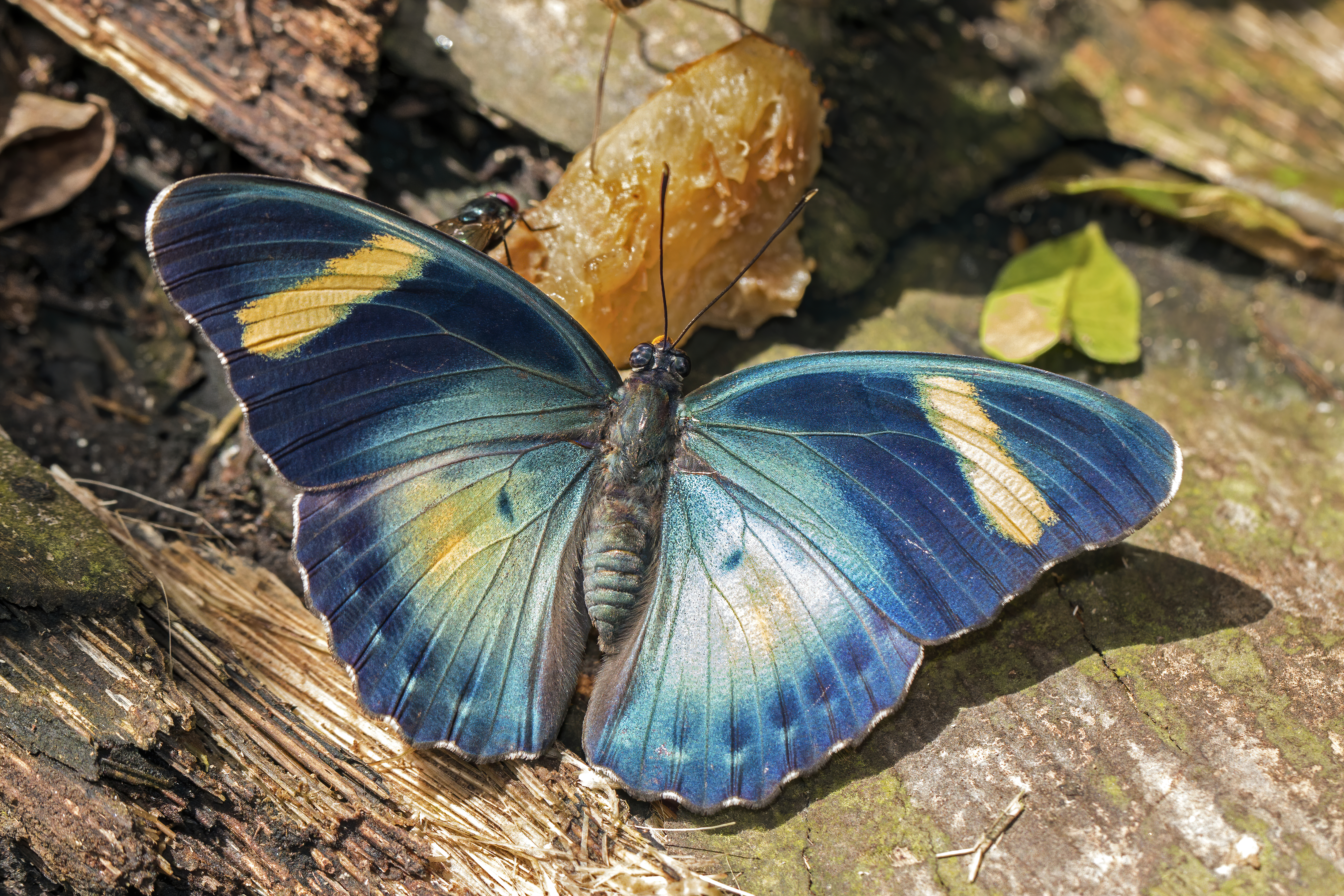
Euphaedra phaethusa phaethusa
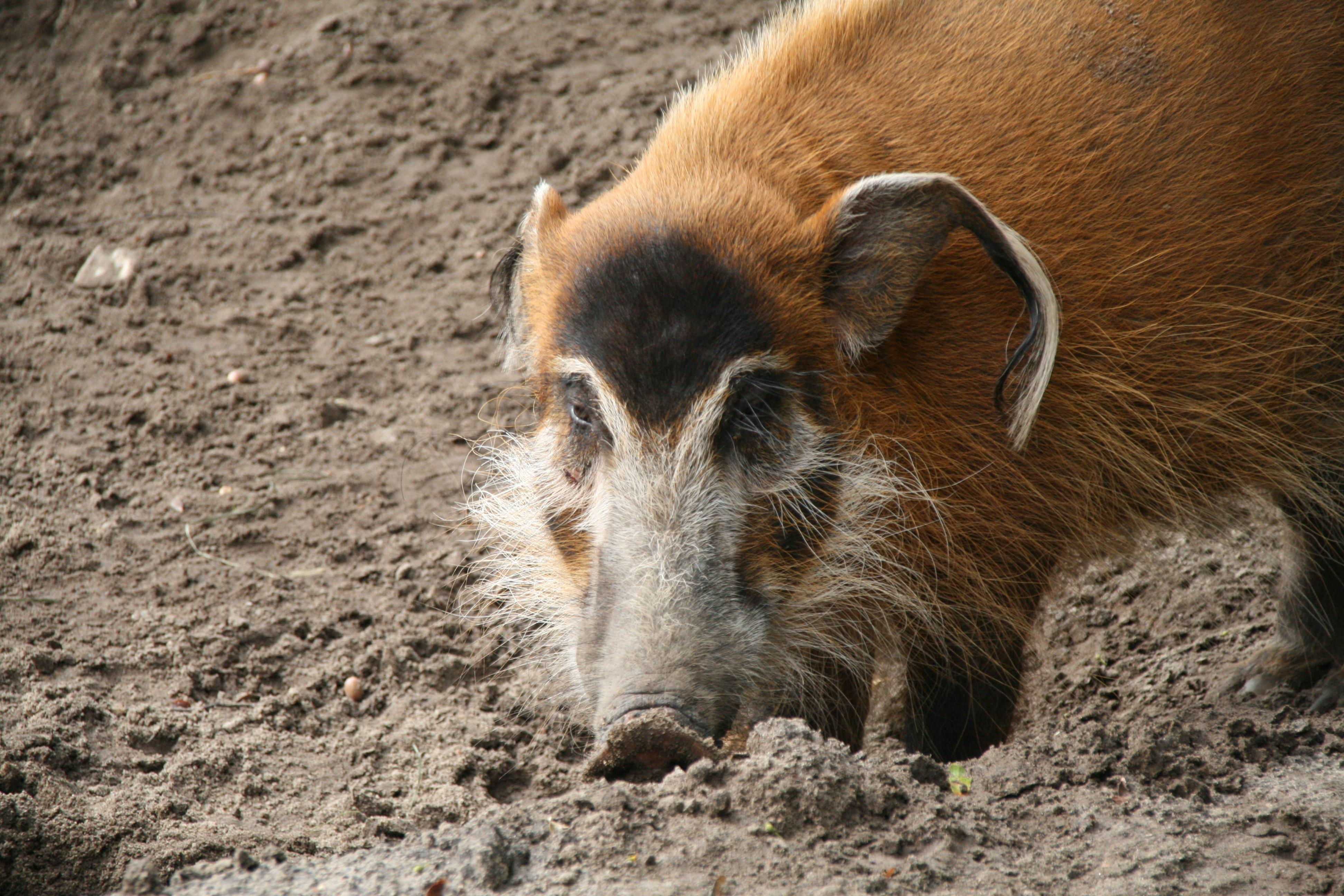
Potamochoerus porcus

## Туристическое значение
Какум — один из самых популярных туристических объектов в Гане. Туристам путешествовать по национальному парку можно только с проводником. Большая часть туристов посещают парк с мая по август, так как в это время количество осадков наименьшее. Главной достопримечательностью Какума является система подвесных троп, или висячих дорог, находящихся на высоте 30—40, а иногда и 50 метров. Они представляют собой узкий дощатый трап, огороженный сетками. Их общая протяжённость около 500 метров. Также на гигантском дереве находится ещё одна достопримечательность — древесный домик. Висячие дороги позволяют туристам безопасно путешествовать по джунглям. С высоты можно изучать флору и наблюдать за обитателями парка.
| 1992 | 1996   | 1999   | 2009    |
| ---- | ------ | ------ | ------- |
| 2000 | 27 000 | 70 000 | 135 000 |

Несмотря на статус национального парка, на территорию Какума проникают браконьеры и лесорубы. Вырубка лесов, а также охота на слонов, которые наносят ущерб местным фермерам — главные проблемы, с которыми сталкивается администрация парка.

## Галерея

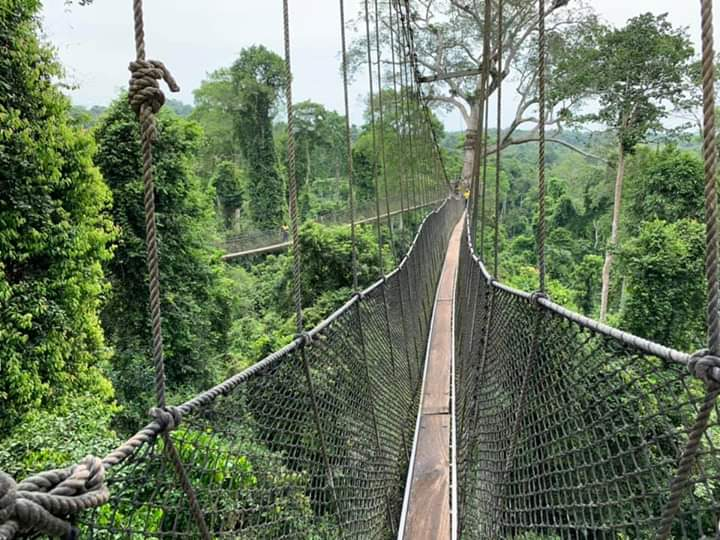
Так выглядит висячая дорога
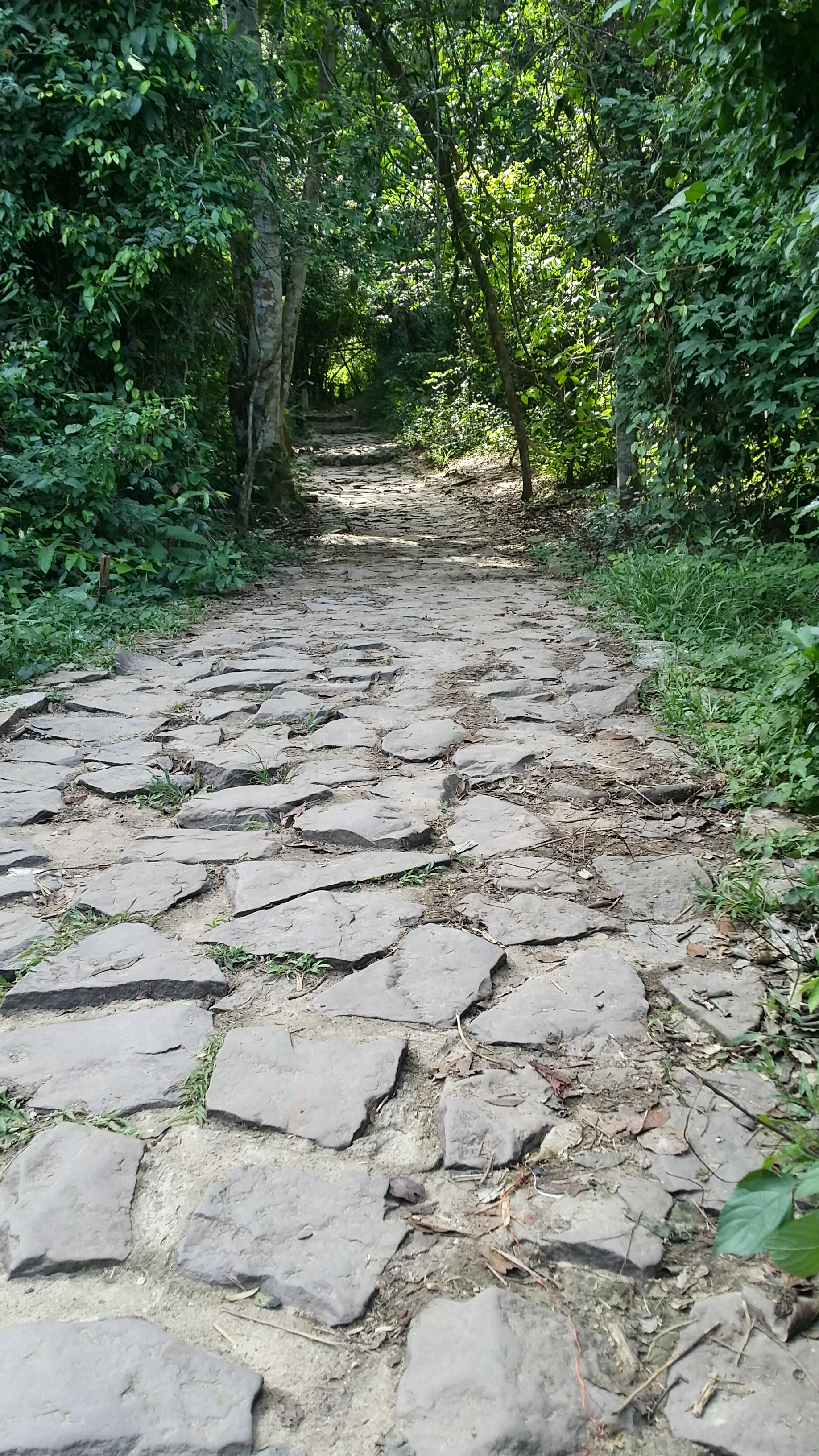
Тропа, ведущая через лес
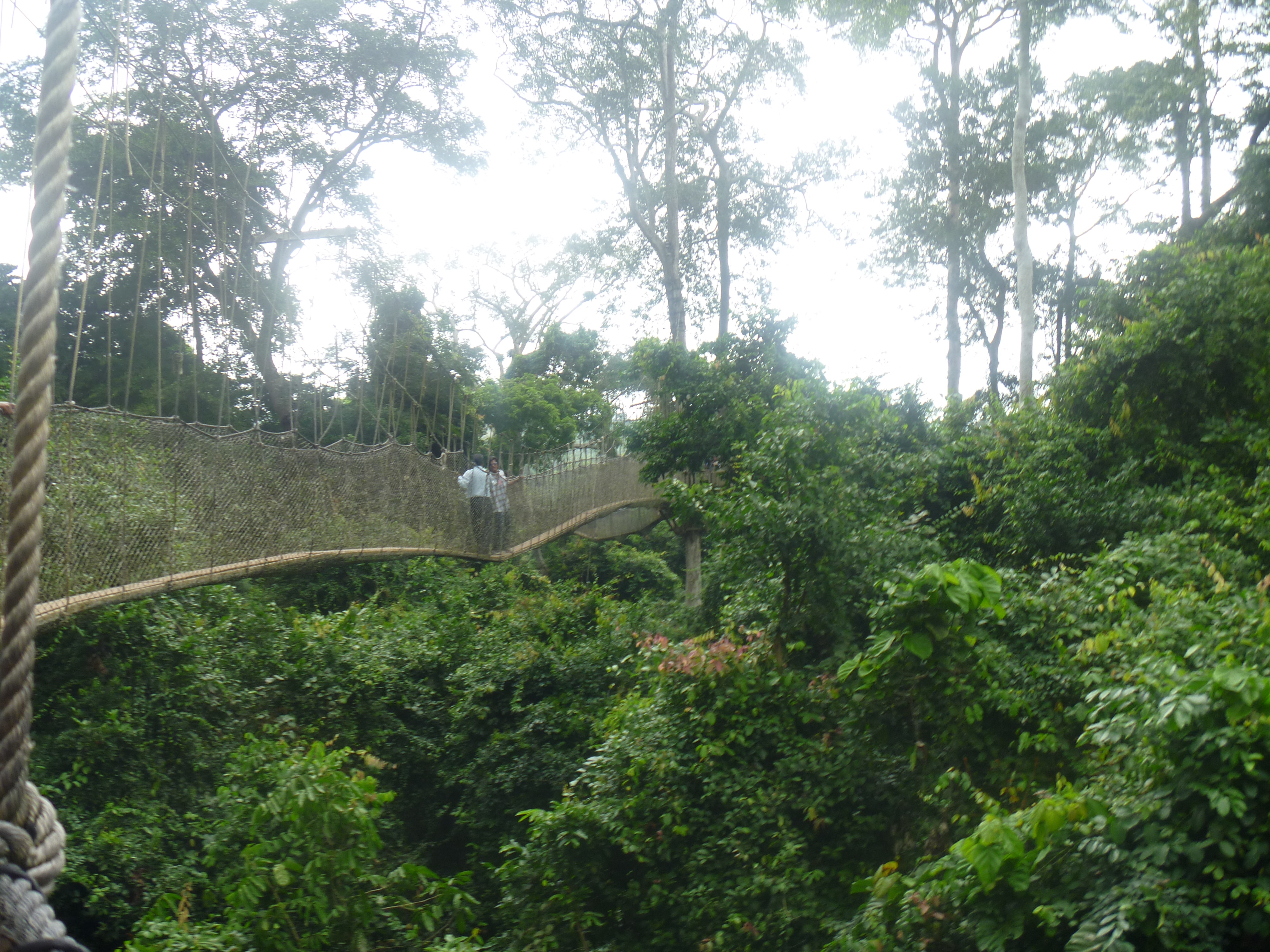
Туристы на висячей дороге
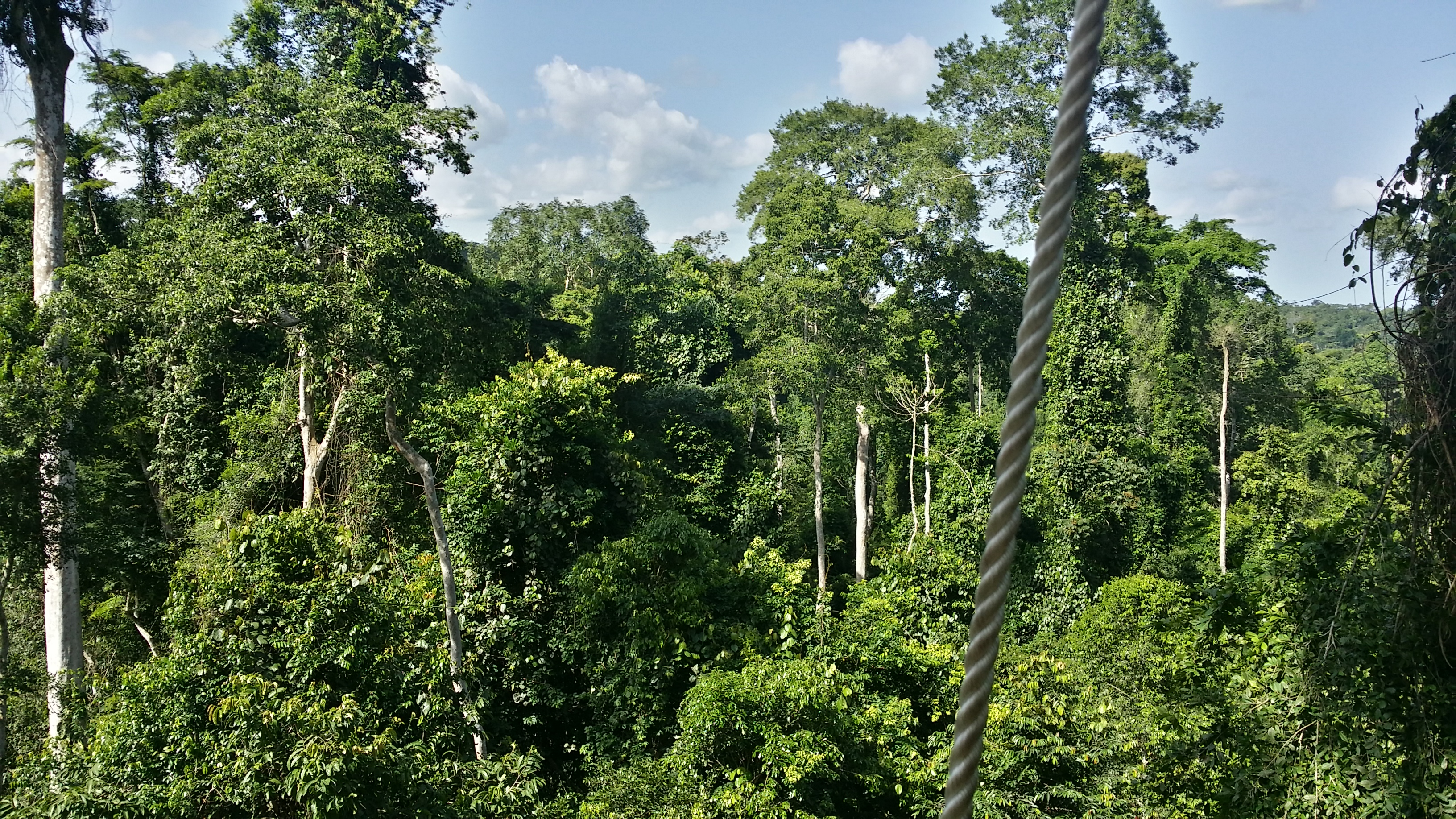
Густой тропический лес
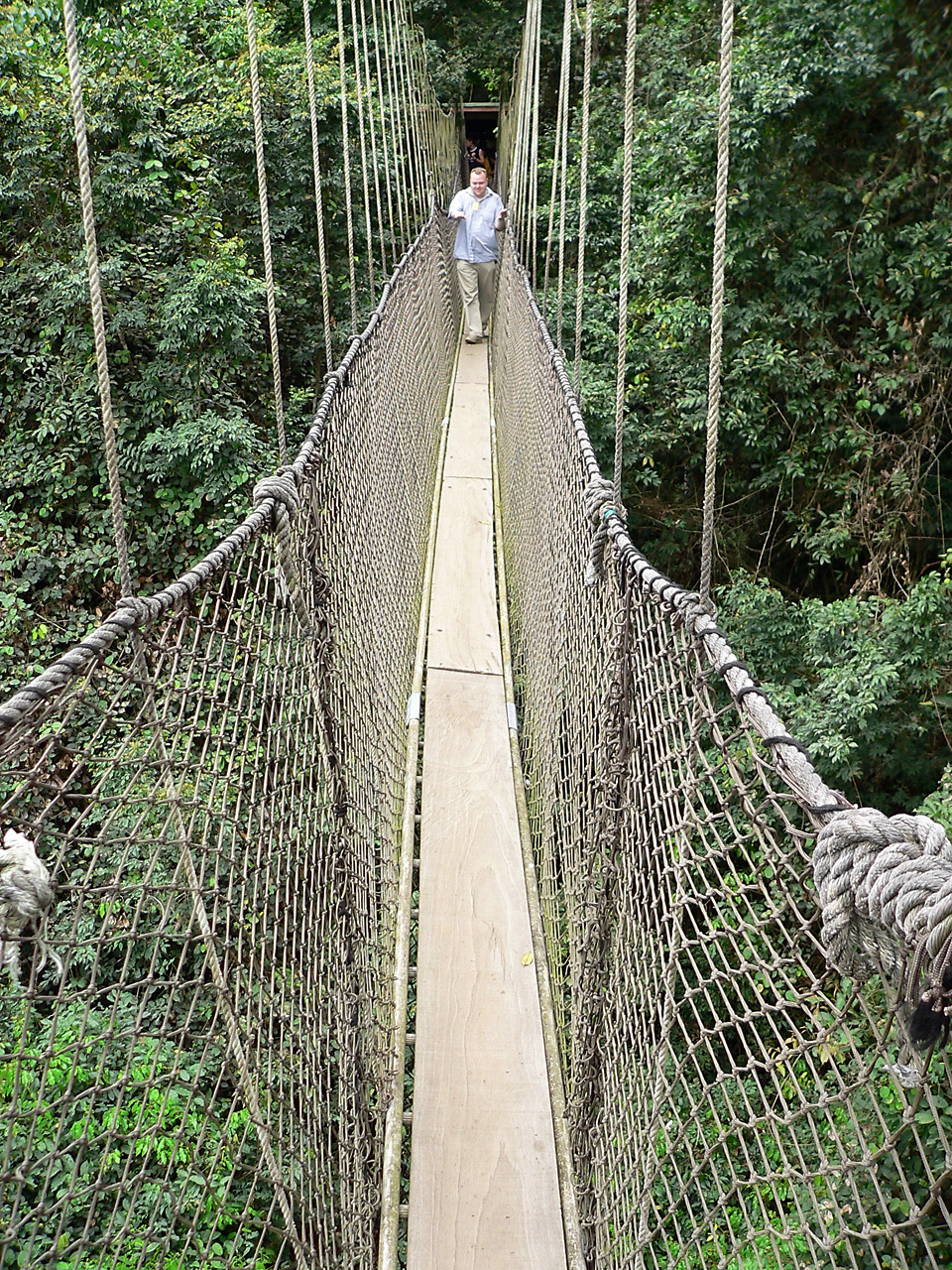
Прогулка в кронах деревьев
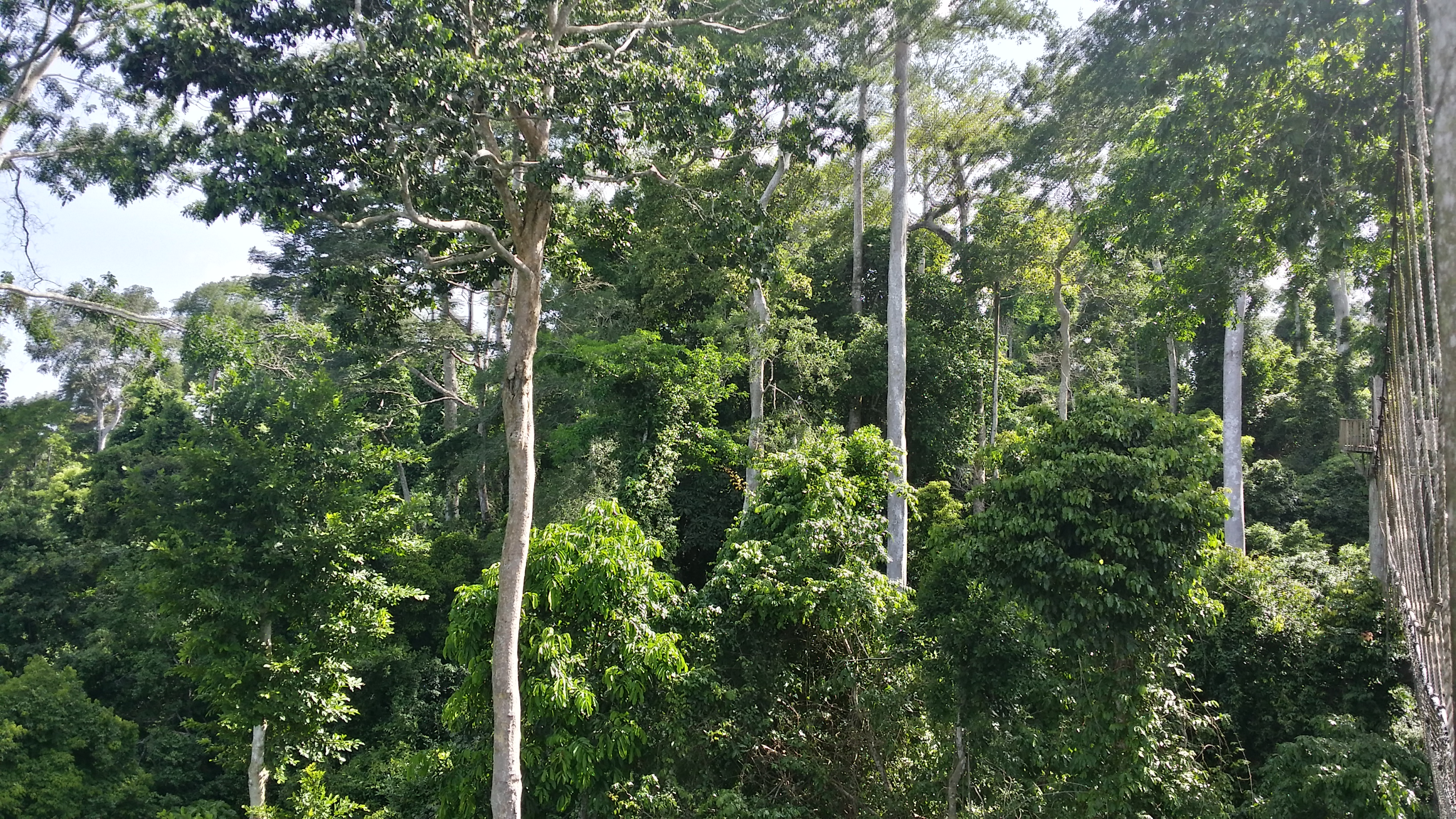
Вид на лес с висячей дороги